# 天地開闢 (日本神話)
天地開闢（てんちかいびゃく）とは天地に代表される世界が初めて生まれたときのことを示す。

## 概要
狭義には『日本書紀』冒頭の「古（いにしえ）に天地未だ剖（わか）れず、陰陽分れざりしとき……」をいうが、この記事では、広義の日本神話の天地開闢・国土創造について記す。

## あらすじ

### 『古事記』

天地開闢 [//upload.wikimedia.org/wikipedia/commons/b/b5/Japanese Primordial Deities-ja.svg SVGで表示（対応ブラウザのみ）

一般に、日本神話の天地開闢といえば、近代以降は『古事記』冒頭の「天地初発之時」（あめつちのはじめのとき）が想起される。ただし、ここには天地がいかに創造されたかの記載はない。なお、神話研究における「天地開闢」は次節の『日本書紀』参照。
世界の最初に、高天原に相次いで三柱の神（造化の三神）が生まれた。
- 天之御中主神（あめのみなかぬしのかみ）
- 高御産巣日神（たかみむすひのかみ）
- 神産巣日神（かみむすひのかみ）

続いて、二柱の神が生まれた。
- 宇摩志阿斯訶備比古遅神（うましあしかびひこぢのかみ）
- 天之常立神（あめのとこたちのかみ）

この五柱の神は性別はなく、独身のまま子どもを生まず身を隠してしまい、これ以降表だって神話には登場しないが、根元的な影響力を持つ特別な神である。そのため別天津神（ことあまつかみ）と呼ぶ。
次に、二柱の神が生まれた。
- 国之常立神（くにのとこたちのかみ）
- 豊雲野神（とよくもののかみ）

国之常立神と豊雲野神も性別はなく、これ以降、神話には登場しない。
引き続いて五組十柱の神々が生まれた。五組の神々はそれぞれ男女の対の神々であり、下のリストでは、左側が男性神、右側が女性神である。
| 男性神                           | 女性神                               |
| -------------------------------- | ------------------------------------ |
| 宇比地邇神（うひぢにのかみ）     | 須比智邇神（すひぢにのかみ）         |
| 角杙神（つのぐひのかみ）         | 活杙神（いくぐひのかみ）             |
| 意富斗能地神（おほとのじのかみ） | 大斗乃弁神（おほとのべのかみ）       |
| 於母陀流神（おもだるのかみ）     | 阿夜訶志古泥神（あやかしこねのかみ） |
| 伊邪那岐神（いざなぎのかみ）     | 伊邪那美神（いざなみのかみ）         |

以上の七組十二柱を総称して神世七代（かみのよななよ）という。

### 『日本書紀』
『日本書紀』における天地開闢は渾沌が陰陽に分離して天地と成ったと語られる。続いてのシーンは、性別のない神々の登場のシーン（巻一第一段）と男女の別れた神々の登場のシーン（巻一第二段・第三段）に分かれる。また、先にも述べたように、古事記と内容が相当違う。さらに異説も存在する。

#### 根源神たちの登場
本文によれば、太古、天地は分かれておらず、互いに混ざり合って混沌としていた。しかし、その混沌の中から、清浄なものは上昇して天となり、重く濁ったものは大地となった。そして、神が生まれる。
天地の中に葦の芽のようなものが生成され、神となる。
- 国常立尊（くにのとこたちのみこと）
- 国狭槌尊（くにのさつちのみこと）
- 豊斟渟尊（とよくむぬのみこと）

これらの神々は純粋に男だった。
第一の一書によれば、天地に生成されたものの形は不明である。しかし、これが神となったことは変わらない。生まれた神々は次の通り。なお、段落を下げて箇条書きされるのは上の神の別名である。
- 国常立尊（くにのとこたちのみこと）
- 国底立尊（くにのそこたちのみこと）
- 国狭槌尊（くにのさつちのみこと）
国狭立尊（くにのさたちのみこと）
- 豊国主尊（とよくにぬしのみこと）
豊組野尊（とよくむののみこと）
豊香節野尊（とよかぶののみこと）
浮経野豊買尊（うかぶののとよかふのみこと）
豊国野尊（とよくにののみこと）
豊齧野尊（とよかぶののみこと）
葉木国野尊（はこくにののみこと）
見野尊（みののみこと）

第二の一書によれば、天地に葦の芽のようなものが生成された。これが神となったとされる。すなわち、本書と同じであるが、神々の名称が異なる。
- 可美葦牙彦舅尊（うましあしかびひこぢのみこと）
- 国常立尊（くにのとこたちのみこと）
- 国狭槌尊（くにのさつちのみこと）

第三の一書でも生まれた神々の名が異なる。なお、生まれた神は人のような姿だったと描写される。
- 可美葦牙彦舅尊（うましあしかびひこぢのみこと）
- 国底立尊（くにのそこたちのみこと）

第四の一書によれば、生まれた神々の名は下の通り。この異伝は『古事記』の記述に類似している。
- 国常立尊（くにのとこたちのみこと）
- 国狭槌尊（くにのさつちのみこと）

これらの二柱の神々の次に生まれたのが下の三柱の神々である。
- 天御中主尊（あめのみなかぬしのみこと）
- 高皇産霊尊（たかみむすひのみこと）
- 神皇産霊尊（かみむすひのみこと）

第五の一書によれば、天地に葦の芽が泥の中から出てきたようなものが生成された。これが人の形をした神となったとされる。本書とほぼ同じ内容だが、一柱の神しか登場しない。
- 国常立尊（くにのとこたちのみこと）

第六の一書も本書とほぼ同様に葦の芽のような物体から神が生まれた。ただし、国常立尊は漂う脂のような別の物体から生まれた。
- 天常立尊（あまのとこたちのみこと）
- 可美葦牙彦舅尊（うましあしかびひこぢのみこと）
- 国常立尊（くにのとこたちのみこと）

#### 男女一対神たちの登場
渾沌から天地がわかれ、性別のない神々が生まれたあと、男女の別のある神々が生まれる。これらの神々の血縁関係は本書では記載がないが、一書の中に異伝として記される。
本文によれば、四組八柱の神々が生まれた。四組の神々はそれぞれ男女の対の神々であり、下のリストでは、左側が男性神、右側が女性神である。なお、段落を下げて箇条書きされるのは上の神の別名である。
- 埿土煮尊（うひぢにのみこと）、沙土煮尊（すひぢにのみこと）
  - 埿土根尊（うひぢねのみこと）、沙土根尊（すひぢねのみこと）
- 大戸之道尊（おほとのぢのみこと）、大苫辺尊（おほとまべのみこと）
  - 大戸摩彦尊（おほとまひこのみこと）、大戸摩姫尊（おほとまひめのみこと）
  - 大富道尊（おほとまぢのみこと）、大富辺尊（おほとまべのみこと）
  - 大戸之道尊の別名
    - 大戸之辺尊（おほとのべのみこと）
- 面足尊 (おもだるのみこと) 、惶根尊 (かしこねのみこと)
  - 惶根尊の別名
    - 吾屋惶根尊（あやかしこねのみこと）
    - 忌橿城尊（いむかしきのみこと）
    - 青橿城根尊（あをかしきねのみこと）
    - 吾屋橿城尊（あやかしきのみこと）
- 伊弉諾尊（いざなぎのみこと）、伊弉冉尊（いざなみのみこと）

第一の一書では伊弉諾尊、伊弉冉尊は青橿城根尊の子とされる。
第二の一書では神々の系図がよりはっきりする。
- 国常立尊
- 天鏡尊（あまのかがみのみこと）
  - 国常立尊の子。
- 天万尊（あめよろずのみこと）
  - 天鏡尊の子。
- 沫蕩尊（あわなぎのみこと）
  - 天万尊の子。
- 伊弉諾尊
  - 沫蕩尊の子。

天鏡尊、天万尊は宋史日本伝の引く年代記の他には見えず、また国常立尊・天鏡尊・天万尊・沫蕩尊・伊弉諾尊の並びは当年代記の一部に一致する。
本文によれば、国常立尊・国狭槌尊・豊斟渟尊に以上の四組八柱の神々を加えて神世七代という。
第一の一書によれば、四組八柱の神々の名が異なっている。
- 埿土煮尊（うひぢにのみこと）、沙土煮尊（すひぢにのみこと）
- 角樴尊（つのくひのみこと）、活樴尊（いくくひのみこと）
- 面足尊（おもだるのみこと）、惶根尊（かしこねのみこと）
- 伊弉諾尊（いざなぎのみこと）、伊弉冉尊（いざなみのみこと）